# Cimoc

Cimoc est un mensuel de bande dessinée espagnol publié de 1979 à 1995, principalement par Norma Editorial. Il était spécialisé dans le fantastique, la science-fiction et l'aventure en général. Les bandes dessinées étaient accompagnées d'un rédactionnel riche.
Des séries espagnoles à succès telles que Hombre, Bogey, Frank Cappa ou Le Mercenaire  y ont été publiées, ainsi que de nombreuses séries franco-belges : Bernard Lermite, Brüsel, Epoxy, Kogaratsu, Lone Sloane, La Quête de l'oiseau du temps, Les Sept Vies de l'Épervier, Les Tours de Bois-Maury, Valérian et Laureline, etc.